# Michael Dirrigl
Michael Dirrigl (* 24. Juni 1923 in Neunburg vorm Wald; † 20. März 2002 in Regensburg) war ein deutscher Germanist, Autor, Historiker und Pädagoge. Er lebte in Viergstetten bei Nittendorf und war Studiendirektor für Deutsch und Geschichte am Goethe-Gymnasium in Regensburg. 1949 promovierte er in München mit dem Titel „Die geistige und künstlerische Entwicklung Josef Ruederers“.
Er war Mitglied der Regensburger Schriftstellerrunde, Schopenhauer-, Schiller-, Wilhelm Busch- und Theodor Storm-Gesellschaften.
Bekannt geworden ist Dirrigl durch seine Standardwerke zur bayerischen Geschichte, besonders durch seine umfangreiche Biografie zu Ludwig I. von Bayern. Unter dem Titel Residenz der Musen erschien 1968 seine Kultur- und Geistesgeschichte Münchens.

## Auszeichnungen
- 1982 – Ehrengabe der Stiftung zur Förderung des deutschen Schrifttums.
- 1988 – Bundesverdienstkreuz am Bande, überreicht vom damaligen bayerischen Kultusminister Hans Zehetmair für sein unermüdliches wissenschaftliches Schaffen und dem literarisch bedeutenden Beitrag zur Dokumentation der bayerischen Kulturgeschichte.
- 1991 – Anerkennungs- und Förderpreis der Bayerischen Einigung/Bayerischer Volksstiftung.

## Werke (Auswahl)
- Residenz der Musen – Kultur- und Geistesgeschichte Münchens 1158–1918, Erscheinungsjahr 1968, Bruckmann Verlag/München
- Carl Spitzweg – Der Münchner Maler-Poet, Erscheinungsjahr 1969, Langen Müller Verlag/München
- Albertus Magnus – Bischof von Regensburg, Erscheinungsjahr 1980, MZ Verlag/Regensburg
- Ludwig I. – König von Bayern 1825–1848, Erscheinungsjahr 1980, Hugendubel Verlag/München
- Johann Wolfgang von Goethe – Persönlichkeit, Erscheinungsjahr 1982, MZ Verlag/Regensburg
- Maximilian II. von Bayern
- Konrad von Megenberg. Domherr in Regensburg, Verfasser der ersten Naturgeschichte in deutscher Sprache (1309–1374). Buchverlag der Mittelbayerischen Zeitung, Regensburg 1991.
- Johann Wolfgang von Goethe – Persönlichkeit und Werk, Teil 2, Hellas und Rom, Erscheinungsjahr 1991, MZ Verlag/Regensburg
- Goethe und Schopenhauer, Erscheinungsjahr 2000, Universitätsverlag Regensburg
- Franz von Pocci – Der Kasperlgraf, Erscheinungsjahr 2001, Lectura Verlag/Nürnberg
- Moritz von Schwind, Erscheinungsjahr 2001, Lectura Verlag/Nürnberg
- Hans Thoma, Karl Stauffer-Bern – Maler in München, Erscheinungsjahr 2001, Lectura Verlag/Nürnberg

| Personendaten    | Personendaten                                       |
| ---------------- | --------------------------------------------------- |
| NAME             | Dirrigl, Michael                                    |
| KURZBESCHREIBUNG | deutscher Germanist, Autor, Historiker und Pädagoge |
| GEBURTSDATUM     | 24. Juni 1923                                       |
| GEBURTSORT       | Neunburg vorm Wald                                  |
| STERBEDATUM      | 20. März 2002                                       |
| STERBEORT        | Regensburg                                          |